# Statesville
Statesville este un oraș și reședință a comitatului Iredell, statul Carolina de Nord din Statele Unite ale Americii.